# Västerås Arena
Die Västerås Arena ist eine Mehrzweckhalle in der schwedischen Stadt Västerås. Die Halle wurde 1990 erbaut und im Jahr 2000 erweitert.

## Eigenschaften
Die drei Hallen haben eine Fläche von 3000 Quadratmeter. Die größte der drei Hallen verfügt über 1800 feste Sitzplätze. Insgesamt verfügt die Halle über 3000 Plätze. Die Halle hat eine Höhe von 10 Metern.

## Nutzung
Die Halle dient dem Västerås Rönnby IBK als Trainings- und Spielstätte. Zudem halten zahlreiche weitere Sportmannschaften in den Hallen ihre Meisterschaftspartien ab.